# Survive, Kaleidoscope
Survive, Kaleidoscope är det första livealbumet som hardcore-bandet Underoath har släppt. Den släpptes den 27 maj 2008. En DVD släpptes även, vid namn "Live from The Electric Factory, Philadelphia, PA", som innehåller uppträdanden från Philadelphia, Pennsylvania. Albumet går även att köpas på Itunes.

## Låtlista
Städer som låtarna spelades upp på står inom parentes.
1. "Returning Empty Handed" - 6:48 (Sayreville, New Jersey)
2. "In Regards to Myself"  - 3:01 (Buffalo, New York)
3. "It's Dangerous Business Walking out Your Front Door" - 3:49 (Dallas, Texas)
4. "You're Ever So Inviting"  - 4:09 (Baltimore, Maryland)
5. "To Whom It May Concern"  - 5:39 (Boise, Idaho)
6. "A Moment Suspended in Time" - 3:53 (Worcester, Massachusetts)
7. "Young and Aspiring" - 2:49 (Norfolk, Virginia)
8. "Writing on the Walls" - 4:06 (Chicago, Illinois)
9. "Everyone Looks So Good from Here" - 5:01 (Omaha, Nebraska)
10. "Casting Such a Thin Shadow" - 6:13 (Baltimore, Maryland)
11. "Moving for the Sake of Motion" - 3:19 (St. Paul, Minnesota)
12. "A Boy Brushed Red Living in Black and White" - 4:55 (Sayreville, New Jersey)

### DVD: "Live from The Electric Factory, Philadelphia, PA"
1. "Intro (Sālmarnir)"
2. "Returning Empty Handed"
3. "In Regards To Myself"
4. "It's Dangerous Business Walking Out Your Front Door"
5. "You're Ever So Inviting"
6. "To Whom It May Concern"
7. "A Moment Suspended In Time"
8. "Young And Aspiring"
9. "There Could Be Nothing After This"
10. "Writing On The Walls"
11. "Everyone Looks So Good From Here"
12. "Casting Such A Thin Shadow"
13. "Moving For The Sake Of Motion"
14. "A Boy Brushed Red...Living In Black And White"